# Otto Horpynka
Otto Horpynka (7. července 1883 Praha – 30. ledna 1938 Šumperk) byl československý politik německé národnosti a meziválečný poslanec Národního shromáždění za Německou nacionální stranu.

## Biografie
Podle údajů k roku 1929 byl povoláním profesorem v Praze. Byl pražským rodákem. Působil jako učitel na německé střední škole v Praze.
V parlamentních volbách v roce 1925 získal poslanecké křeslo v Národním shromáždění za Německou nacionální stranu. Mandát obhájil v parlamentních volbách v roce 1929. Po zrušení Německé nacionální strany přešel koncem roku 1933 do nově zřízeného poslaneckého klubu Klub deutsch-völkischer Abgeordneten. Po roce 1935 byl politickým soupeřem Sudetoněmecké strany.
V závěru života se stáhl z aktivní politiky a žil na penzi v Šumperku. Tam zemřel v lednu 1938.